# Kreuzkapelle Alzenbach

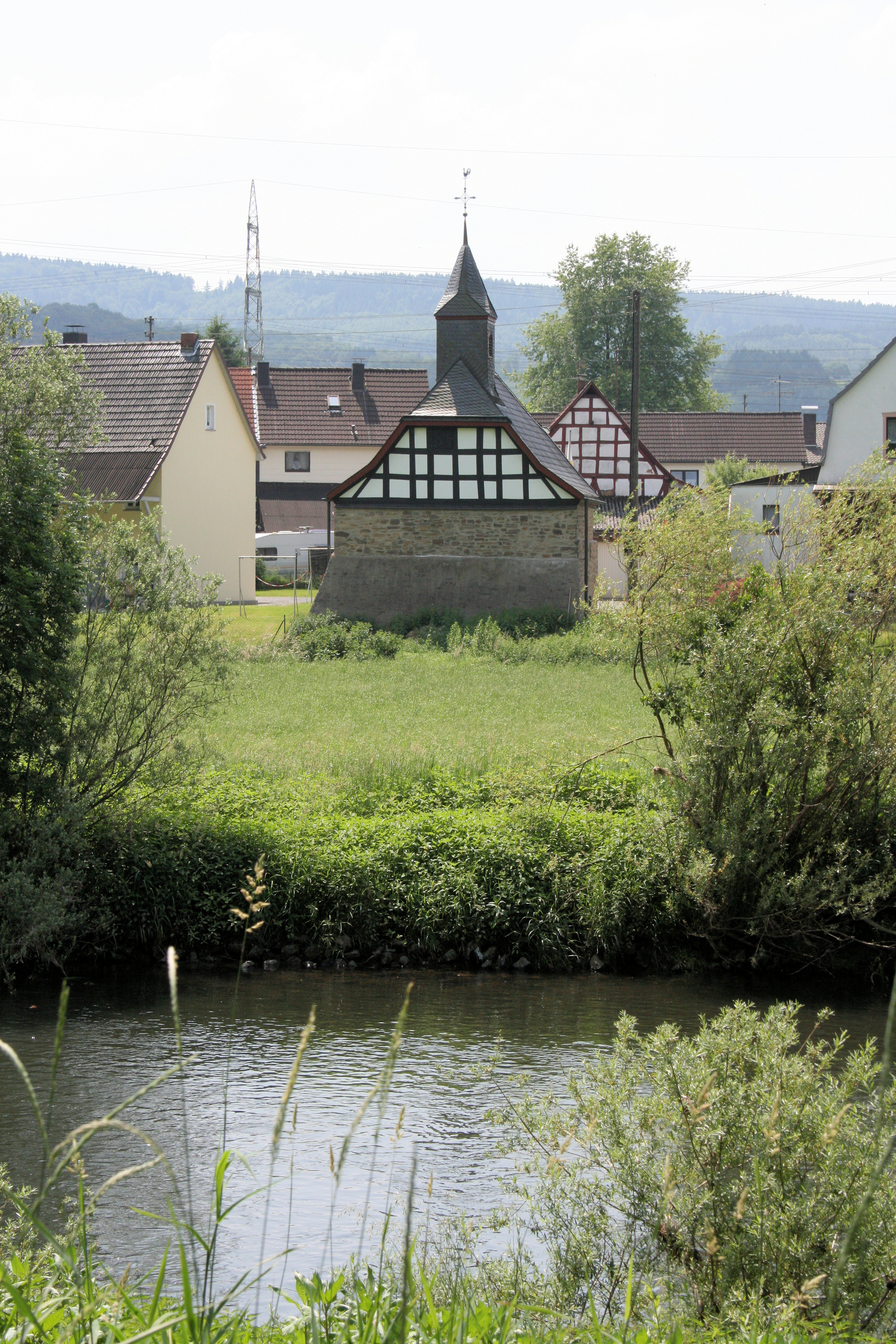
Alzenbach, Kreuzkapelle

Die Kreuzkapelle Alzenbach ist eine aus Bruchstein und Fachwerk errichtete Kapelle im Eitorfer Ortsteil Alzenbach. Sie wurde 1582 erstmals erwähnt.

## Beschreibung
Die Kapelle steht im alten Ortskern am Siegufer. Der Unterbau besteht wegen des Hochwassers aus Bruchstein, zum Fluss ist eine Stützmauer gesetzt. Oben ist der Bau mit einfachem Fachwerk fortgeführt. Die Innenraum hat eine Länge von 8,40 m und eine Breite von 5,50 m. Die Kapelle verfügt über drei kleine Fenster. Das Dach ist mit Schiefer eingedeckt und hat einen geschlossenen Dachreiter. In der Kapelle befindet sich eine Rosenkranzmadonna, ein barocker Holzaltar ist verloren gegangen und der Korpus des Kreuzes wurde in die Pfarrkirche übernommen.

## Geschichte
1582 benannte der Eitorfer Pastor Harwiesen die Kapelle bereits als dachlos und verfallen. 1650 stiftete Pastor Averdunck Buntglasscheiben mit der Inschrift: Reverendus Dominus Adolphus Averdunck hatt diese Finster zu Ehren Gottes ververtigen lassen. Am 30. Mai 1911 verbrannten nach einem Blitzeinschlag der Paramentenschrank mit den Messbüchern des 16. und 17. Jahrhunderts. Ab 1927 fanden die Messen nur noch in der neuen Kirche statt, 1983 wurde die Kapelle nach Renovierung wieder in die Gottesdienstplanung einbezogen.

## Denkmal
Die Kapelle ist in der Liste der Baudenkmäler in Eitorf unter Nr. 2 eingetragen.